# Yeeoww!
Yeeoww! è un album bootleg live degli Amboy Dukes, pubblicato nel 1974. Il disco fu registrato in una performance dal vivo effettuata dal gruppo nel 1974 al Richard's Nightclub di Atlanta in Georgia (Stati Uniti).

## Tracce
1. Hibernation – 10:25
2. Pony Express – 7:14
3. Lady Luck – 8:48
4. Papa's Will – 3:58
5. Blues Jam – 4:34
6. Journey to the Centre of the Mind – 5:35
7. unknown title (Survival of the Fittest) – 5:43

## Musicisti
- Ted Nugent - chitarra, voce
- Rob Grange - basso, voce
- Vic Mastrianni - batteria, voce